# ウォルフ黒点相対数
ウォルフ黒点相対数 (ウォルフこくてんそうたいすう、Wolf number) または国際月平均黒点数、相対黒点数、ウォルフ数は、太陽表面に存在する黒点と黒点群の総量を計測、数値化したものである。
黒点数の数量化の方法を最初に考案したのは、スイス、チューリヒの天文学者ルドルフ・ウォルフで1849年のことだった。この数に対して彼の名前、または活動地の名前が付けられることになった。
彼が提唱した、太陽黒点の組み合わせと組織的分類は、観測の際に見いだされる、小さな差異を埋め合わせるのに役立っている。
この数は、300年間に渡る太陽研究者の結果を収集作表(チューリッヒ分類)することによって求められた。その結果、太陽活動が周期性、約9.5～11年毎に(註：国際天文連合黒点眼視観測中央局の最近の300年間分のデータを高速フーリエ変換によって解析した結果から、平均10.4883年周期に）極大が訪れていることが判明した。　この周期については1843年にハインリッヒ・シュワーベが初めて記述している。

## 計算式
相対黒点数は、下記の式によって求められる。（日々の太陽活動指標によって修正される。）
{\displaystyle R=k(10g+s)\,\!}
Rは、求めるべき相対黒点数を意味する。　s は、個々の黒点の数、g は、黒点群の数で、kは、観測地点や計測方法によって変化する係数で、ウォルフの観測機器である口径 7.5cm ×64 の望遠鏡で目測（投影面の観察）での識別能を  k = 1 とするものである(観測係数/補正値という名前でも知られている）。

## 参照項目
- SIDC, RWC Belgium, World Data Center for the Sunspot Index, Royal Observatory of Belgium, 'year(s)-of-data'.
- 理科年表オンライン

## 外部参照
- The Exploratorium's Guide to Sunspots
- RWC Belgium World Data Center for the Sunspot Index
- NASA Solar Physics Sunspot Cycle page and Table of Sunspot Numbers (txt) by month since 1749 CE
- 太陽黒点データセンター
- 黒点相対数補正値ｋの算出